# Secret Six
Secret Six ist der Name einer Reihe von Comicpublikationen, die der zum Time-Warner-Konzern gehörende US-amerikanische Verlag DC-Comics seit Ende der 1960er Jahre herausgibt sowie der verschiedenen fiktiven Gruppen von Abenteurern/Söldnern, von denen diese Publikationen handeln.
Während in der ursprünglichen Version des Stoffes klassische heroische Agentencharaktere im Mittelpunkt der Handlung stehen beschreiben die neueren Interpretationen des Stoffes die Taten und Untaten eines Teams von partiell geläuterten Berufskriminellen.

## Publikationen unter dem Titel „Secret Six“
Die erste Serie unter dem Titel Secret Six brachte DC-Comics ab Mai 1968 auf den Markt. Die Serie, die im Zweimonatstakt bis April/Mai 1969 lief und sieben Ausgaben erreichte, wurde von dem Autor E. Nelson Bridwell und dem Zeichner Frank Springer gestaltet.
In den Jahren 1988 bis 1989 erschien eine Reihe von Geschichten, die das alte „Secret Six“-Team nach zwanzig Jahren wieder zusammenbrachte und die Gründung eines Nachfolgeteams beschreibt, innerhalb eines achtseitigen Feature in der Anthologieserie Action Comics Weekly. Diese Geschichten waren als achtseitiges Feature in den Ausgaben #601 (Mai 1988) bis #612 sowie in den Ausgaben #619–630 (27. September bis 13. Dezember 1988) enthalten. Verfasst wurden diese Geschichten von Martin Pasko, während die visuelle Umsetzung von dem Zeichner Dan Spiegle (1. Reihe von Geschichten) und dem Zeichner der 1968/1969er Serie Frank Springer (2. Reihe von Geschichten) übernommen wurde.
Zu einer Neuinterpretation des Stoffes kam es im Jahr 2005 durch die Autorin Gail Simone innerhalb der Serie Villains United, in der ein Söldner-Team aus ehemaligen Superkriminellen – größtenteils Widersacher etablierter DC-Superhelden-Figuren wie Batman – vorgestellt wurde, das sich der Erledigung fragwürdiger aber meist legaler Aufträge für den Meistbietenden zugewandt hat. Dieses trat in der Folge in zahlreichen Geschichten in diversen DC-Serien auf, so dass der Verlag beschloss, das Experiment zu wagen, die Figuren in den Mittelpunkt eigener Publikationen zu stellen: Zunächst erschien eine sechsteilige Miniserie, die im monatlichen Rhythmus zwischen Juli 2006 und Januar 2007 auf den Markt kam. Nachdem diese sich hinreichend gut verkaufte, wurde eine reguläre Serie gelauncht, die von November 2008 bis Oktober 2011 lief, und 36 Ausgaben erreichte. Die künstlerische Realisierung von Simones Manuskripten besorgten die Zeichner Dale Eaglesham, Brad Walker und Nicola Scott.
Im Zuge des Neustarts der meisten Comic-Serien von DC unter dem Banner The New 52 wurde im Dezember 2014 eine neue Serie unter dem Titel Secret Six gestartet. Autorin der Serie war erneut Gail Simone, die von den Zeichnern Dale Eaglesham und Ken Lashley unterstützt wurde. Diese Serie wurde im Mai 2016 mit der 14. Ausgabe eingestellt.
Auf Deutsch wurde die Serie Villains United 2006 im zweiten Band der Serie Infinite Crisis Monster Edition veröffentlicht. Die sechsteilige Secret Six-Miniserie wurde im Jahr darauf veröffentlicht, zusammen mit der Miniserie The Battle for Blüdhaven unter dem Titel Ein Jahr nach der Infinite Crisis im ersten Band der Serie Ein Jahr danach Monster Edition.

## Handlung

### 1. Serie und „Secret Six“-Features in der Serie Action Comics
Die ursprüngliche Serie beschreibt die Abenteuer von sechs Geheimagenten die genretypische Missionen erfüllen, die ihnen eine bis zum Ende der Serie unidentifiziert bleibende Person namens Mockingbird (Spottdrossel) erteilt. Die Mitglieder dieses Teams waren August Durant, Lili de Neuve, Carlo di Rienzi, Mike Tempest, Crimson Dawn und King Savage.
Das „Secret Six“-Feature, das 1988 in der Serie Action Comics erschien, enthüllte schließlich, dass das Team-Mitglied Durant der mysteriöse Mockingbird der alten Serie gewesen war: In den Geschichten in den Action Comics bringt er das alte Team wieder zusammen und stellt außerdem ein Nachwuchsteam zusammen, das aus den eneuen Figuren Mitch Hoberman, Ladonna Jameal, Tony Mantegna, Luke McKendrick, Vic Sommers und Dr. Maria Verdugo besteht und das an die Stelle des alten Teams tritt, nachdem dieses bereits in der zweiten Geschichte des Features (Action Comics #602) stirbt.

### Secret Six-Miniserie (2007)
Die 2005 eingeführte neue Version der Secret Six setzt sich aus größtenteils bereits vor der Bildung dieses Teams existierenden Figuren zusammen: Namentlich vereinigt dieses Team diverse altbekannte Superschurken des DC-Universums als eine in einer Grauzone zwischen Legalität und Illegalität agierende Söldnertruppe, wobei die Teammitglieder ihrer kriminellen Vergangenheit halb und halb abgeschworen haben und nun die Rollen von Antihelden übernommen haben. Obwohl es sich bei den Protagonisten im Grunde um reulose Kriminelle handelt, die bereit sind über Leichen zu gehen, erscheinen sie doch als Sympathieträger, da die meisten ihrer Widersacher als noch weitaus grausamer und blutrünstiger als die Six porträtiert werden.
Mitglieder dieses Teams sind der Attentäter Deadshot (alias Floyd Lawton), ein langjähriger Widersacher des Superheldens Batman, der Abenteurer und Dieb Catman, ebenfalls ein Batman-Schurke, die Killerin Cheshire, eine Gegenspielerin der Superheldin Wonder Woman, sowie die drei neuen Charaktere: Der schrille Psychopath Ragdoll (alias Peter Merkel, Jr.), Scandal Savage, eine Tochter des uralten, unsterblich gewordenen Steinzeitmenschen Vandal Savage, und Parademon, ein von dem futuristischen Planeten Apokalypse stammender Cyborg, ein Mischwesen aus Dämon und Roboter.
Im Verlauf der Miniserie von 2006/2007 wird Parademon getötet, während Cheshire das Team verrät und sich der Secret Society of Supervillains, einem mit den Secret Six verfeindeten Zusammenschluss diverser Superkrimineller, anschließt. An ihre Stelle treten die menschenähnliche Außerirdische Knockout – die eine lesbische Beziehung mit Scandal anfängt – sowie die überdrehte ehemalige Psychiaterin Harley Quinn dem Team bei.
Auch in dieser neuen Inkarnation des „Secret Six“-Konzeptes steht ein das Chiffre „Mockingbird“ (Spottdohle) benutzender Auftraggeber und Protektor hinter dem Team. Dieser wird schließlich als der Milliardär und Superman-Erzfeind Lex Luthor enthüllt.

### 2. Serie (2008–2011)
In der ab 2008 veröffentlichten fortlaufenden Secret Six-Serie umfasst das Team Catman, Deadshot, Scandal Savage und Rag Doll. Als Neuzugänge schließen sich ihm der südamerikanische Terrorist Bane, ein alter Gegenspieler Batmans, sowie (ab #3) eine von Gail Simone für die Serie neu ersonnene Figur namens Jeannette an.
Der erste Handlungsbogen beschreibt die Anstrengungen der Secret Six, in den Besitz einer von dem Dämonen Neron geschaffenen „Freikarte aus der Hölle“ („Get out of Hell free“-Card) ausfindig zu machen, die ihrem Besitzer das Privileg einräumt, nicht für seine Untaten in die Hölle geschickt zu werden. Da auch zahlreiche andere Superschurken des DC-Universums bestrebt sind, diesen wertvollen Gegenstand zu erlangen, kommt es zu einem mit brutalen Mitteln ausgetragenen Wettrennen zwischen den Secret Six und ihren Konkurrenten. Am Ende der Geschichte wird die magische Karte scheinbar im Kampf zwischen den sich befehdenden Fraktionen zerstört. Wie auf dem letzten Panel enthüllt wird, ist es jedoch Scandal gelungen, diese heimlich an sich zu nehmen.
In der Storyline „Depths“ (ab #10) der Serie bekommen die Six es mit dem Sklavenhändler Mr. Smyth zu tun: Dieser hat die Gruppe angeheuert, um ein riesenhaftes Gefängnis auf der Insel Devil’s Island, das er erbaut, zu sichern. Von Gewissensbissen geplagt wendet die Gruppe sich aber bald gegen ihn. Am Ende der Geschichte wird Smyth von Deadshot erschossen.
Nach der Auseinandersetzung mit Smyth übernimmt Bane die Führung des Teams und ersetzt Scandal Savage durch ein neues Teammitglied namens Black Alice. Bald danach kommt es zu einem umfassenden Umbau des Teams: Nachdem Catmans Sohn ermordet wird reist er nach Afrika, wohin Ragdoll, Alice, Deadshot und Scandal ihm folgen. Bane und Jeanette holen daraufhin King Shark, ein Hybridwesen aus Mensch und Hai, Dwarfstar, die kampfsporterprobte britische Söldnerin Lady Vic und die Flash-Widersacherin Giganta, die die Fähigkeit besitzt zu riesenhafter Größe anzuwachsen, ins Team um die Sollgröße von sechs Mitgliedern beizubehalten.
Im Zuge des Crossovers „Blackest Night“ werden die Secret Six von einem anonymen Auftraggeber angeheuert, in das Gefängnis Belle Reve einzudringen, um einen Gefangene zu befreien. Dies erweist sich als eine Falle, die die undurchsichtige Geheimdienstfunktionärin Amanda Waller dem Team gestellt hat, um es gefangen zu nehmen und Deadshot wieder für die Suicide Squad, ein von ihr geführtes geheimes Sondereinsatzteam aus Superwesen, das im Auftrag der US-Regierung gefährliche Missionen ausführt und dem Deadhsot vor seiner Mitgliedschaft bei den Secret Six angehört hatte, zu rekrutieren.
In Ausgabe #29 und dem Heft Action Comics #896 heuert Lex Luthor das Team an um Scandal Savages Vater, Vandal Savage, einen Rivalen Luthors in seinem Bestreben, durch ein Attentat zu beseitigen.
Die Ausgabe #30 (sowie das Comic Doom Patrol #19) beschreibt eine Auseinandersetzung der Secret Six mit der Doom Patrol, einem anderen Antihelden-Team des DC-Verlages.
In der letzten Geschichte der Serie verschlägt es das Team nach Gotham City, wo es auf Betreiben von Bane diverse Verbündete seines Erzfeindes Batman (Catwoman, Red Robin, Batgirl und Azrael) töten soll. Dieses Unterfangen schlägt fehl und es gelingt Batman und seinen Verbündeten sowie zahlreichen zu ihrer Hilfe eilenden anderen Helden, die Secret Fix zu besiegen und festzunehmen, womit die Serie endet.

### 3. Serie (2014–)
Nach dem Neustart der Serie im Dezember 2014 gehören dem Team außer den altbekannten Catman und Black Alice die Schurken Strix und Ventriloquist sowie der Detektiv Ralph Dibney und eine neue Figur namens Porcelain an. Als Mockingbird, der das Team im Hintergrund instruiert wird in Heft #3 der Batman-Schurke Riddler dekuvriert.

## Sammelbände
Seit dem Jahr 2008 sind zahlreiche „Secret Six“-Geschichten in Form von Sammelbänden neu aufgelegt worden.
- Secret Six. Six Degrees of Devastation, 2008. (enthält die sechsteilige Miniserie von Gail Simeone)
- Secret Six. Unhinged, 2009. (enthält die Ausgaben #1–7 der 3. Serie)
- Secret Six. Depths, 2010. (enthält die Ausgaben #8–14 der 3. Serie)
- Secret Six. Danse Macabre, Oktober 2010. (enthält die Ausgaben #15–18 der 3. Serie und das Heft Suicide Squad# 67)
- Secret Six. Cat's in the Cradle, 2011. (enthält #19–24 der 3. Serie)
- Secret Six. The Reptile Brain 2011. (enthält die Ausgaben #25–29 der 3. Serie und das Heft Action Comics #896)
- Secret Six. The Darkest House, 2014. (enthält die Ausgaben #30–36 und das Heft Doom Patrol 19)
- Secret Six. Villains United, 2014. (enthält die Villains United-Miniserie und die Secret Six-Miniserie von 2006)
- Secret Six. Money for Murder, 2015. (enthält die Ausgaben #1–14 der 3. Serie)
- Secret Six. Cat's Cradle, 2015. (enthält die Ausgaben #15–24 und das Heft Suicide Squad #67)

## Rezeption
Die Serie wurde im Jahr 2012 für einen GLAAD Media Award in der Kategorie Outstanding Comic Book nominiert.